# Конвенція про боротьбу з торгівлею людьми і з експлуатацією проституції третіми особами
Конве́нція про боротьбу́ з торгі́влею людьми́ і з експлуата́цією проститу́ції тре́тіми осо́бами — юридично обов'язкова для держав-учасниць міжнародна угода, що вимагає карати осіб, які втягують або примушують своїх жертв до зайняття проституцією з використанням обману, шантажу чи уразливого їх стану, або із застосуванням чи погроз застосування насильства тощо.